# Cirrhilabrus blatteus
Cirrhilabrus blatteus là một loài cá biển thuộc chi Cirrhilabrus trong họ Cá bàng chài. Loài này được mô tả lần đầu tiên vào năm 1974.

## Từ nguyên
Tính từ định danh blatteus trong tiếng Latinh mang nghĩa là "tím", hàm ý đề cập đến lớp vảy cá màu tím trên thân của loài này vẫn còn giữ nguyên màu ở các mẫu vật được bảo quản trong cồn.

## Phạm vi phân bố và môi trường sống
C. blatteus là một loài đặc hữu của Biển Đỏ, được biết đến tại vùng bờ biển thuộc Israel. Loài này sinh sống tập trung gần các rạn san hô trên nền đá vụn ở độ sâu trong khoảng từ 40–50 m.

## Mô tả
Chiều dài lớn nhất được ghi nhận ở C. blatteus là 16 cm.
Cá đực có hai dải màu tím sẫm đặc trưng, một dải nằm dọc theo gốc vây lưng, dải còn lại từ phía sau gốc vây ngực kéo dài đến giữa cuống đuôi. Phần lớn vùng đầu được bao phủ bởi màu hồng sẫm. Vây lưng có màu xanh lục lam hoặc tím nhạt, hoàn toàn trong mờ. Vây bụng và vây hậu môn phớt hồng. Vây đuôi trong suốt, hình mũi giáo, có một vùng tam giác màu vàng ngay giữa vây, một cặp sọc chéo hình chữ V có màu xanh lam óng viền ở rìa. Cá cái màu hồng nhạt đồng nhất nhưng vẫn xuất hiện dải sọc tím giữa thân.
Cá đực mùa giao phối chuyển sang màu đỏ thắm ở vây lưng, vây hậu môn và vây bụng, nổi bật dải viền màu xanh óng ở rìa. Hai đường sọc tím cũng chuyển thành màu đỏ như các vây. Vùng đầu nhạt dần thành màu trắng. Vây đuôi sáng dần lên, nổi bật cặp sọc màu xanh ngọc lam ở giữa vây.
Số gai ở vây lưng: 11; Số tia vây ở vây lưng: 8; Số gai ở vây hậu môn: 3; Số tia vây ở vây hậu môn: 8; Số tia vây ở vây ngực: 15; Số gai ở vây bụng: 1; Số tia vây ở vây bụng: 5.

## Phân loại học
C. blatteus thuộc nhóm phức hợp loài Cirrhilabrus jordani cùng với các loài là Cirrhilabrus shutmani, Cirrhilabrus earlei, Cirrhilabrus lanceolatus, Cirrhilabrus roseafascia, Cirrhilabrus rubrisquamis, Cirrhilabrus sanguineus, Cirrhilabrus wakanda và Cirrhilabrus claire.

## Sinh thái học
Thức ăn của C. blatteus là các loài động vật phù du. Chúng sống theo từng nhóm, một con đực thường sống cùng với nhiều con cái và con non, tạo thành một hậu cung rộng lớn.